# Conchita Panadés
Conchita Panadés Juanengo (Manila, 31 de enero de 1908-Barcelona, 3 de octubre de 1981) fue una cantante soprano española conocida en el mundo de la zarzuela en los años 30 y 40, aunque estuvo en activo hasta 1970. El auge de su carrera se desarrolló en el contexto de la Segunda República y, al igual que algunas de sus contemporáneas más cercanas, como Conchita Badía, también se dedicó a la canción popular, y su voz se puede encontrar incluso en bandas sonoras de películas, como Volver de Pedro Almodóvar.

## Trayectoria y contactos
Nació en el seno de una familia de origen catalán muy vinculada al mundo del teatro. Comenzó sus estudios musicales con la profesora Martí de Brianzo. Posteriormente, completó su formación con clases de piano y canto. Su debut en escena como cantante de zarzuela fue en el Teatro Tívoli de Barcelona, cuyo éxito le ayudó a ser contratada en 1926 por la compañía de operetas de Esperanza Iris, con la que actuó en una gira por América Latina. Durante esta gira, dio a conocer una selección del teatro de zarzuela español, con obras como Gigantes y cabezudos o Molinos de viento. Además de intérprete de zarzuela, también existen algunas grabaciones en disco como La rosa del azafrán, Luisa Fernanda o La canción del olvido. 
A la vuelta de la gira en 1930, empezó a colaborar con el tenor Miguel Fleta, y juntos formaron una pareja de ópera en los años anteriores a la guerra civil española. Ella tenía regularmente papeles como el de Carmen de Georges Bizet, como mostró en el Teatro Arriaga de Bilbao. En mayo de 1936, estrenó, acompañada por compañeros como Aníbal Vela o Faustino Arregui, La taberna del pueblo, una zarzuela de Pablo Sorozábal que constituyó uno de sus mayores triunfos. Este hecho coincidió con el punto álgido de su carrera, pues con el estallido de la Guerra Civil, su trayectoria se vio frustrada. No obstante, no dejó de actuar durante la contienda, con representaciones de ópera y zarzuela en el Gran Teatro del Liceo, denominado en la época el Teatro Nacional de Cataluña, organizado por el gobierno de la República.
En 1937, contrajo matrimonio con Julián Sansinenea, que por aquel entonces mandaba un batallón de vascos en la Ciudad Universitaria. Panadés por su parte permaneció en Barcelona y continuó con su carrera durante la etapa miliciana de su marido, periodo del que se conservan cartas entre ambos. Junto a él realizó también algunas representaciones.
Su voz aparece en la película de Pedro Almodóvar Volver con banda sonora de Alberto Iglesias y donde canta con Estrella Morente. Por todo ello, la crítica la consideraba una de las primeras figuras de la zarzuela y la opereta, y ella misma tenía una compañía a la que se programaba frecuentemente, con casi 130 funciones. Se retiró en 1970. Tuvo un papel relevante en la historia de la música, especialmente en la zarzuela y la música española. Fue reconocida tanto como intérprete vocal como instrumentista, y su carrera incluyó también una labor destacada en la transmisión y difusión del conocimiento musical entre España, América Latina y otros contextos. Su trabajo contribuyó a la valorización de la música española, incluyendo la traducción de óperas internacionales (como Madama Butterfly), lo que amplió el acceso y enriqueció el panorama musical de su época.

## Obra
Selección de algunas de las obras de zarzuela estrenadas en España en las que Panadés participó como intérprete:
| Obra                   | Teatro                             | Fecha | Otros                                                         |
| ---------------------- | ---------------------------------- | ----- | ------------------------------------------------------------- |
| La generala            | Teatro de la Zarzuela              | 1931  | Compuesta por Moreno Torroba                                  |
| La del soto del parral | Gran Teatro del Liceo de Barcelona | 1931  | Compuesta por Pablo Sorozábal                                 |
| Katiuska               | Teatro Rialto de Madrid            | 1932  | Compuesta por Pablo Sorozábal                                 |
| El Barbero de Sevilla  |                                    | 1932  | Compuesta por Rossini. La interpreta en español               |
| Marina                 | Teatro Olimpia de Barcelona        | 1934  | Junto al tenor Miguel Fleta y el barítono Luis Almodóvar      |
| Carmen                 | Teatro Arriaga de Bilbao           | 1934  | Junto al tenor Miguel Fleta y el barítono Luis Almodóvar      |
| Madama Butterfly       | Madrid                             | 1935  | Ópera de Puccini. La interpreta en español                    |
| La taberna del puerto  | Teatro Tívoli de Barceona          | 1936  | Zarzuela en 3 actos de Pablo Sorozábal                        |
| Paloma Moreno          | Teatro calderón de Madrid          | 1936  | Obra de Moreno Torroba                                        |
| El giravolt de maig    | Liceo de Barcelona                 | 1938  | Obra de Eduardo Toldrá                                        |
| La zapatería           | Teatro Principal de San Sebastián  | 1941  | Obra de Francisco Alonso e interpretada junto a Antonio Medio |
| La caramba             |                                    | 1941  | Obra de Moreno Torroba e interpretada junto a Luis Sagi-Vela  |